# Pillion
Pillion è un film del 2025 scritto e diretto da Harry Lighton.
La pellicola è l'adattamento cinematografico del romanzo Box Hill di Adam Mars-Jones.

## Trama
Il giovane Colin intraprende una relazione sadomasochista con il misterioso motociclista Ray, basata su un rapporto di dominazione-sottomissione.

## Produzione
Nel maggio 2024 è stato annunciato che Harry Melling ed Alexander Skarsgård avrebbero recitato in un addattamento cinematografico del romanzo di Mars-Jones, scritto e diretto da Harry Lighton.

## Distribuzione
Il film è stato presentato in anteprima mondiale il 18 maggio 2025 in occasione della 78ª edizione del Festival di Cannes, in concorso nella sezione Un Certain Regard.

## Accoglienza
Il film è stato accolto positivamente dalla critica internazionale. L'aggregatore di recensioni Rotten Tomatoes riporta un indice di gradimento del 100%. Anche in Italia il lungometraggio ha ricevuto un'ottima accoglienza critica. Scrivendo su Sentieri Selvaggi, Antonio D'Onofrio ha descritto il film come "un'ottima opera prima, adattamento di una novella queer, che analizza dinamiche di potere ed identità. Con due strepitosi interpreti", mentre Fabien Lemercier su Cineuropa nota che "Harry Lighton si distingue con un sorprendente primo lungometraggio, una storia d'amore e sottomissione dall'umorismo pungente ambientata nel mondo dei motociclisti".

## Riconoscimenti
- 2025 – Festival di Cannes
  - Un Certain Regard per la migliore sceneggiatura a Harry Lighton
  - Palm Dog a Hippo
  - In concorso per il Premio Un Certain Regard
  - In concorso per la Caméra d'or
  - In concorso per la Queer Palm